# Принцип шкоди
Принцип шкоди (англ. Harm principle) стверджує, що дії окремих осіб повинні обмежуватися лише для запобігання шкоди іншим особам. Джон Стюарт Мілль сформулював цей принцип у роботі «Про свободу», де він стверджував, що «єдина мета, заради якої влада може бути законно здійснена над будь-яким членом цивілізованої спільноти проти її волі, — це запобігання шкоді іншим». «Свобода полягає у свободі робити все, що не шкодить нікому іншому; тому здійснення природних прав кожної людини не має жодних обмежень, крім тих, що гарантують іншим членам суспільства користування тими самими правами. Ці межі можуть бути визначені лише законом».

## Визначення
Переконання у цьому, що «нікому не можна насильно забороняти діяти на власний розсуд за умови, що його дії є посяганням на свободу дій інших», стало однією з основних принципів лібертаріанської політики.
Принцип шкоди був уперше повністю сформульований англійським філософом Джоном Стюартом Міллем (1806—1873) у першому розділі книги «Про свободу» (1859), де він стверджував, що:
Навіть якщо дія, спрямоване на себе, призводить до заподіяння шкоди самому собі, вона все одно знаходиться поза сферою виправданого державного примусу.
Сама по собі шкода не є позаморальним поняттям. Заподіяння шкоди іншій людині — те, що робить дію неправильним.
Шкідливість також може бути результатом невиконання зобов'язань. Мораль породжує зобов'язання. І частиною поняття боргу є те, що людина правомірно змушена до його виконання.